# Somnath
Somnath (també Deo Pattan, Prabhas Pattan, Veraval Pattan, o Pattan Somnath) és una antiga ciutat i centre de pelegrinatge del districte de Junagarh al Kathiawar, estat de Gujarat. El 1901 tenia 8.341 habitants. A l'oest hi ha el port de Veraval que dona a la població el seu nom més habitual (però no únic) de Veraval Pattan. A la vora de la mar, entre la mateixa Somnat i Veraval, hi ha el temple dedicat a Siva i no gaire lluny un tanc d'aigua anomenat Bhat Kund, escenari tradicional de la mort de Krixna; cap a l'interior les muntanyes Gir amb la muntanya reial de Girnar. A l'est de la ciutat hi ha el punt d'unió de tres rierols on el cos de Krixna hauria estat cremat. A la comarca hi ha nombroses tombes musulmanes i hindús. El fortí es troba al sud. de la ciutat que està protegida pels altres tres costats per una rasa oberta a la roca.
El temple modern és una reconstrucció al lloc de l'original. El primer temple hauria existit ja abans de l'era cristiana; destruït en alguna de les invasions fou reconstruït pels rages yadaves de Vallabhi vers 649. Al segle VIII la regió estava en mans d'uns prínceps rajputs d'una nissaga anomenada Chavada (els chavades) probablement vassalls dels chalukyes del clan solanki que regnaven a Kalyan al Dècan i el temple hauria estat destruït pels invasors àrabs musulmans del Sind vers el 725 sota la direcció del governador al-Junayd ibn Abd-ar-Rahman al-Murrí. El rei de la dinastia Gurjara-Pratihara, Nagabhata II, el va fer reconstruir el 815, sent el tercer temple.
Abans de la seva conquesta per Mahmud de Gazni (1024) gairebé no hi ha referències; Mahmud va destruir l'ídol local i es va emportar suposadament les portes del temple deixant un governador. El raja local Ghoha Rana que tenia 90 anys va lluitar al límit contra els gaznèvides i tot el seu clan va morir en aquesta lluita. Després els paramara de Malwa (raja Bhoj) i el rei rajput solanki Bhima d'Anhilwada, el van reconstruir per quarta vegada entre 1026 i 1042. El temple que era de fusta fou construït en pedra per Kumarpal (raja 1143-1172).
El febrer de 1299 un exèrcit dirigit per dos dels germans del sultà Muhammad Shah I Khalji de Delhi, Ulugh Khan i Nusrat Khan, va atacar el Gujarat i va saquejar algunes ciutats; van entrar a l'antiga capital Anhilvada (Patan) i a Somnath; el botí fou considerable i entre els objectes figurava un ídol trobat a Somnath que havia substituït al que el sultà Mahmud de Gazni havia destruït quasi tres segles abans. Va passar llavors a Delhi, i després al sultanat de Gujarat; el temple fou reconstruït per cinquena (o sisena) vegada per Mahipala Deva, el rei chudasama de Saurashtra el 1308 i el lingam fou instal·lat pel seu fill Khengar en una data incerta entre 1326 i 1351. Muzaffar Shah I de Gujarat va tornar a destruir el temple el 1375 però a l'entorn de 1400 fou reconstruït per la població local. El 1451 fou destruït pel sultà Mahmud Bogra i altre cop reconstruït per vuitena vegada. Va subsistir fins a la conquesta mogol i després amb la tolerància dels primers mogols no va patir cap incidència.
Però Aurangzeb era un intolerant religiós i va destruir el temple una vegada més el 1701 que seria la novena (es diu que el temple ha estat destruït al llarg de la història fins a 17 vegades) que hi va fer construir una mesquita. A la caiguda dels mongols al segle XVIII va ser dominada en temps diferents pel shaykh de Mangrol i pel rana de Porbandar. La reina Ahilya Bai dels Holkar el va fer reconstruir el 1783 al costat de les ruïnes i la mesquita. Finalment el territori i ciutat va passar a mans del nawab de Junagarh.
El 1842 es va proposar retornar les portes del tenple que es pensava eren les de la tomba de Mahmud de Gazni a Gazni, i tot i la forta oposició, finalment la mesura fou aprovada pel Parlament el 1843. Quan les portes van arribar es va poder comprovar que eren un treball egipci sense relació amb Somnath ni amb l'Índia i foren dipositades al fort d'Agra on encara romanen.
Després de la independència sardar Vallabhbhai Patel va fer reconstruir el temple amb l'esplendor de l'original sota la direcció de l'arquitecte Prabhaschandar; fou inaugurat pel primer president Rajendra Prasad que va instal·lar el jyotirling (lingam) l'11 de maig de 1951. El 2009 es va descobrir que uns suposats terroristes musulmans planejaven destruir el temple amb bombes però l'acció fou avortada per les forces de seguretat.

## Nota
1. ↑  segons l'Enciclopèdia de l'Islam, IX, 905 el 416-417 de l'hègira o sigui el 1025-1026 de l'era comuna, encara que per error apareix escrit "1015-1016"